# 해변의 정사
"해변의 정사"는 1970년 공개된 대한민국의 영화이다.

## 배역
- 남성우
- 윤정희
- 남궁원
- 방인자
- 문오장

## 수상
- 1971년 제7회 백상예술대상
  - 영화부문 연기상 -  윤정희